# Expansionismo

El expansionismo fue una de las doctrina de funciones de la Alemania nazi, tendiente a formar un «espacio vital» para el pueblo alemán (Lebensraum).

El expansionismo es la tendencia que tienen ciertos Estados a extender su base territorial o influencia económica sobre otros países a menudo por medio de la agresión militar y posiblemente matando a muchos habitantes por medio de tortura ya sea esterilizándolos, mutilándolos, etc.
A veces se utilizan el irredentismo, el revanchismo o la reunificación como una razón para legitimar el expansionismo, pero solo cuando el objetivo específico es reconquistar territorios que se han perdido o incluso tomar control sobre tierras ancestrales. Una simple disputa territorial, como una disputa fronteriza, no se suele considerar expansionismo. Pero en múltiples ocasiones se manejan estos términos con suma ambigüedad, llegando a ser sinónimos de colonialismo o imperialismo.
Al carecer de una reivindicación histórica viable de esta naturaleza, los aspirantes a expansionistas pueden, en cambio, promover ideologías de tierras prometidas (como un destino manifiesto o un destino religioso en forma de Tierra Prometida), tal vez teñidas de un pragmatismo egoísta que apunta a que las tierras elegidas finalmente pertenecerán al invasor potencial de todos modos.

## En la cultura popular
La novela satírica Animal Farm de George Orwell es una descripción ficticia, basada en la Unión Soviética de Stalin, de una nueva élite que toma el poder, establece nuevas reglas y jerarquías y se expande económicamente mientras compromete sus ideales.
La novela de Robert Erskine Childers, The Riddle of the Sands, retrata la naturaleza amenazante del Imperio alemán.
La novela Red Strangers de Elspeth Huxley muestra los efectos de la expansión colonial en el África subsahariana en la cultura local.